# Stubenberg
Stubenberg es un municipio situado en el distrito de Rottal-Inn, en el estado federado de Baviera (Alemania). Tiene una población estimada, a fines de septiembre de 2024, de 1433 habitantes.
Está ubicado al este del estado, en la región de Baja Baviera, cerca de la orilla del río Eno —un afluente derecho del Danubio— y de la frontera con Austria.